# Ligia Stroessner
Eligia Mora Delgado, conocida como Ligia de Stroessner, (Itauguá, Paraguay; 26 de diciembre de 1910-Asunción, Paraguay; 3 de febrero de 2006) fue primera dama de la República del Paraguay, por ser esposa del expresidente Alfredo Stroessner.

## Biografía
Eligia Mora Delgado era hija de Anastasio Mora y Eloísa Delgado, provenía de origen humilde. Se casó con Alfredo Stroessner en 1945 y tuvieron tres hijos: Gustavo, Graciela y Hugo Alfredo.

## Primera dama de Paraguay: 1954-1989
Detestaba las actividades de la vida social, a las cuales acudía por deber de su cargo. Sin embargo fue fundadora y propulsora de varias entidades de Acción Social como el CONARAS. Prefería dedicarse a su vida familiar y a su jardín en la mansión de Mburuvicha Róga y soportar las constantes infidelidades de su esposo. Por el contraste de su carácter con el de su marido, algunas personas la buscaron para conseguir que ella interviniera ante el dictador. 
Ligia Mora acompañó a su esposo al exilio en Brasilia cuando fue derrocado el 3 de febrero de 1989. Posteriormente vivió en Miami hasta que retornó a Paraguay un par de años antes de su muerte.

## Muerte
Eligia Mora Delgado murió en el Hospital Americano de Asunción a la edad de 95 años, el mismo día en que se cumplieron diecisiete años del golpe de Estado que derrocó al stronismo. Su marido, Alfredo Stroessner, falleció seis meses después.